# Mehono
Mehono es una localidad del municipio de Larráinzar ubicado en la región de Los Altos del estado mexicano de Chiapas. Hasta el 15 de marzo de 2014 la localidad era conocida como Meonhó.

## Geografía
La localidad de Mehono se sitúa en las coordenadas geográficas 16°53′47″N 92°46′27″O / 16.896389, -92.774167, a una elevación de 2,076 metros sobre el nivel del mar.

## Demografía
Según el Censo de Población y Vivienda 2020, efectuado por el Instituto Nacional de Estadística y Geografía, la localidad de Mehono tiene 620 habitantes, de los cuales 300 son del sexo masculino y 320 del sexo femenino. Su tasa de fecundidad es de 3.02 hijos por mujer y tiene 127 viviendas particulares habitadas.
| Gráfica de evolución demográfica de Mehono entre 1930 y 2020 |
|                                                              |
| INEGI.                                                       |